# Alice di Montfort
Alice di Bigorre, o anche Alice di Montfort (in spagnolo Alicia, francese Alix, catalano Alícia, e occitano Alice; 1217/20 – 1255), fu signora consorte di Champignelles dal 1247 e contessa di Bigorre dal 1251 alla sua morte.

## Origine
Secondo la La Vasconie. Tables Généalogiques, Alice era la figlia primogenita del conte di Bigorre, Guido di Montfort e della viscontessa di Marsan e contessa di Bigorre, Petronilla, che ancora secondo la La Vasconie. Tables Généalogiques, era l'unica figlia del Conte di Comminges, visconte di Marsan e Contessa di Bigorre, Bernardo e della viscontessa di Marsan e Contessa di Bigorre, Beatrice III, che ancora secondo la La Vasconie. Tables Généalogiques, era l'unica figlia del Conte di Bigorre e visconte di Marsan, Centullo III, e della moglie, Matella di Baux (1125 - 1175), figlia di Raimondo I di Baux, italianizzato in Raimondo I del Balzo, 4° signore di Les Baux, e di Stefanetta di Provenza, sorella minore di Dolce di Carlat, e figlia del visconte di Millau, di Gévaudan, e di Carlat, Gilberto I di Gévaudan e della Contessa di Provenza, Gerberga (come ci viene confermato dalle Note dell'Histoire Générale de Languedoc, Tome II).

Secondo il Cartulaire de l'abbaye de Notre-Dame des Vaux de Cernay, Guido di Montfort era il figlio secondogenito del signore di Montfort-l'Amaury, Simone IV di Montfort e di Alice di Montmorency (?-1221), figlia di Bucardo V di Montmorency (?-1189) e sorella di Matteo II di Montmorency, detto il Grande  (?-1230), connestabile di Francia.

## Biografia
Sua madre era al suo terzo matrimonio, e dai suoi precedenti matrimoni non era stato generato alcun figlio.
Suo padre, Guido fu ferito a morte nell'assedio di Castelnaudary (1220); Guillaume de Nangis, nella sua cronaca, riporta che Guido (Gui fils de Simon de Montfort) fu assassinato dal conte di Saint Gilles (fut ignomineusement tue par le comte de Saint-Gilles).

L'Obituaires de Sens Tome I.2, Abbaye de Port-Royal riporta la morte il 4 aprile 1220 (II Non Apr. Ce jour murut le jeune Guydo de Montfort [1220]).

Guido fu tumulato nell'abbazia de Haute-Bruyère, vicino a Saint-Rémy-l'Honoré.
Dopo essere rimasta vedova, sua madre, Petronilla, nel 1222 sposò, in quarte nozze, a Aymar de Rançon, e, dopo essere rimasta nuovamente vedova, nel 1228, si sposò per la quinta volta con Bosone di Matha, signore di Cognac. Da quest'ultimo matrimonio nacque una figlia, Mathe († 1273), alla quale e al di lei marito, il Visconte di Béarn, Gastone VII, nel 1250, sua madre, Petronilla fece donazione di diversi beni, come viene documentato dal Procès pour la possession du comté de Bigorre (1254-1503).
Nel 1251, prima di morire, sua madre, Petronilla redasse un testamento, come riportato dal Procès pour la possession du comté de Bigorre (1254-1503).
Petronilla morì, in quello stesso anno, nel Monastero d'Escala-Dieu, a Banheras de Bigorra, lasciando la contea di Bigorre al figlio di Alice, il nipote, Eschivat e la viscontea di Marsan all'altra figlia, Mathe.
Alice Succedette alla madre, nella Contea di Bigorre, in quanto tutrice del figlio, Eschivat, ma governò per pochi anni in quanto morì, nel 1255, e le succedette il figlio, Eschivat.

## Matrimoni e discendenza
Alice, come conferma il Procès pour la possession du comté de Bigorre (1254-1503), sposò, in prime nozze, Giordano di Chabannais, dal quale ebbe tre figli:
- Eschivat († 1283), conte di Bigorre[16];
- Giordano († prima del 1283), citato nel testamento della nonna Petronilla[13].
- Laura († 1316), contessa di Bigorre[17].

Dopo essere rimasta vedova, Alice, nel 1247 circa, sposò, in seconde nozze, il signore di Champignelles, Rodolfo di Courtenay, figlio del signore di Châteaurenard, Roberto di Courtenay e della seconda moglie, Mahaut de Mehun.
Alice a Rodolfo diede una figlia:
- Matilde (1254 - 1303), contessa di Bigorre[21], che aveva sposato il conte di Chieti e Loreto, Filippo di Fiandra[22], figlio del Conte di Fiandra e Marchese di Namur, Guido di Dampierre e della prima moglie, Matilde de Bethune[23].

Il suo fratellastro, Eschivat de Chabanais, nel 1276, le aveva donato metà della contea di Bigorre, come da documento n° X del Procès pour la possession du comté de Bigorre (1254-1503).

Prima di morire, Eschivat de Chabanais, nel 1283, aveva nominato erede la propria sorella Laura di Chabanais, che avrebbe dovuto dividere la contea con la sorellastra, Matilde di Courtenay e altri pretendenti.

Vi furono numerose vertenze accompagnate anche da fatti d'arme, sino a che la regina di Navarra, Giovanna I, nel 1297, impose un arbitrato, come da documento n° XII del Procès pour la possession du comté de Bigorre (1254-1503), che portò, nel 1298, alla divisione della contea tra Laura e Matilde, come da documento n° XIII del Procès pour la possession du comté de Bigorre (1254-1503).

Infine, nel 1302, il marito di Giovanna I, Filippo I, che era anche re di Francia (Filippo IV il Bello) acquisì la contea al regno di Navarra, come da documenti n° XIV, XV e XVI del Procès pour la possession du comté de Bigorre (1254-1503).

### Fonti primarie
- (LA)  Cartulaire de Notre-Dame des Vaux de Cernay, Tome I.
- (LA)  Monumenta Germaniae Historica, tomus IX.
- (LA)  Monumenta Germaniae Historica, tomus XXIII.
- (FR)  Chronique de Guillaume de Nangis.
- (LA)  Nécrologe-obituaire de la cathédrale du Mans.
- (LA)  Obituaires de la province de Sens. Tome 2.
- (LA)  (FR)  Procès pour la possession du comté de Bigorre (1254-1503).

### Letteratura storiografica
- (FR)  LA VASCONIE.
- (FR)  Histoire générale de Languedoc, Notes, tomus II.